# 河內號戰艦
河內是大日本帝國海軍河內級战列舰的一號艦，得名自今屬大阪府的河內國。本艦於1914年參與青島戰役，並以艦砲對德軍陣地進行猛烈轟炸，但除此之外並無參與其他第一次世界大戰中的戰事。此艦的彈藥庫於1918年7月12日意外殉爆，造成艦上約600名官兵身亡，艦體亦於不久後沉沒。

## 背景

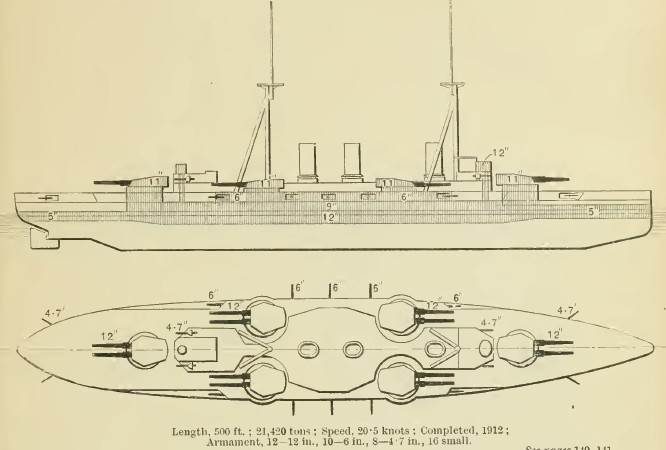
河內級戰艦的右視及俯視圖。

日俄戰爭後，大日本帝國海軍體認到日本缺乏能夠與西方國家無畏艦抗衡的戰艦，因此於1907年展開了一項名為《1907年戰艦補充計畫》的整備方案，並隨後於1907年6月22日下訂了河內級戰艦作為日本的第一艘無畏艦；其於計畫時稱作伊號戰艦（伊号戦艦）。然而，河內級戰艦的兩艘主力艦（河內號與攝津號）的生產作業均因經濟蕭條等原故而延期。兩艘戰艦的設計均是以先前的安艺號戰艦為基礎開發而成的，並裝備了制式的12吋艦砲（305毫米）；然而由於經費考量，艦砲的長度並不盡相同。

## 設計與概述
河內號戰艦全長160.3公尺，最大寬度25.7公尺，正常吃水深度為8.2公尺。正常裝載的情況下，本艦的排水量可達21,157公噸。其艦上官兵人數依作戰需求不同而有異，可能為999人至1100人不等。該艦採用兩具蒸汽渦輪發動機做為推進動力，兩具發動機分別驅動一只螺旋槳，總計可輸出25,000匹馬力（19,000千瓦），理論航速可達21節（約每小時39公里）。艦上攜帶的燃油與煤炭可供給該艦以18節（約每小時33公里）的航速行駛約2700海里（約5000公里）。
本艦的主要武裝四門裝載於兩個雙聯裝砲塔上的41年式50倍徑12吋艦砲，艦身前後各兩門；與八門裝載於四個雙聯裝砲塔上的41年式45倍徑12吋艦砲，艦身的左右舷側各四門。本艦的次要武裝為10門41年式45倍徑6英吋艦砲，安裝於艦體左右舷側；與八門41年式40倍徑4.7英吋速射砲。艦上還裝載了12門QF 12磅3英吋40倍徑艦砲，以及另外四門充作禮炮的QF 12磅砲。此外，戰艦上還配備了5具457毫米魚雷發射管，艦身左右各兩具，另一具則位於艦尾。
河內號戰艦的水線裝甲帶最大厚度可達305毫米。裝甲厚度越往艦身前後兩側延伸越為薄弱，至艦尾附近僅有約127毫米的裝甲保護。砲塔裝甲的平均厚度為152毫米，最大厚度可達279毫米。司令塔亦有約254毫米的裝甲防護。

## 建造與服役生涯

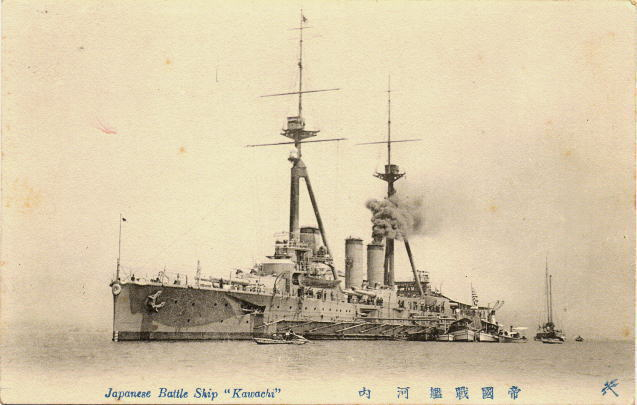
一張印有下錨中的河內號戰艦的明信片。

河內號戰艦於1909年4月1日上午8點20分在橫須賀海軍工廠鋪設龍骨，後於1910年10月15日下午2點08分在明治天皇的見證下舉行下水儀式，同時正式命名為「河內」，並於1912年3月31日竣工，總造價為11,130,000日圓。由於建造本艦所需的預算僅編列至1911財政年度為止，因此竣工期限相當緊迫。1912年4月1日，本艦編入第一艦隊；同年5月24日，第一艦隊旗艦由香取號戰艦變更為本艦。1912年10月3日，三笠號戰艦的前方彈藥庫起火燃燒，而海軍派遣河內號戰艦前往救援；本戰艦並派出消防隊登上三笠號戰艦以提供該艦官兵任何必要的援助。1913年12月1日，第一艦隊旗艦再度變更為金剛號戰艦。
第一次世界大戰於1914年8月爆發，此時河內號正停泊於橫須賀港。戰爭爆發後不久，日本即向德意志帝國宣戰，本艦於是派赴東海與黃海等地從事警戒任務。1917年12月1日，本艦編入第一艦隊第二戰隊。12月2日，第二戰隊旗艦由鹿島號戰艦變更為本艦。
河內號與其姐妹艦攝津號於1914年10月至11月間參與了青島戰役的最後階段，並於外海以艦砲密集轟炸德軍陣地。此二艦於1915年1月8日隨第二分遣艦隊回航，返回橫須賀市。河內號戰艦於1915年至1917年間編入第一分遣艦隊，並於1917年進廠升級。
本艦在完成升級作業後，返回第一分遣艦隊，並由正木義太大佐指揮。該艦後於1918年7月11日駛入德山灣停泊。翌日早晨的魚雷標靶射擊演習因海象不佳而取消；河內號於該日均未起錨。同日午後約15:51左右，一聲巨大的爆炸聲響自河內號的右舷傳出，並伴隨著大量濃煙不斷自砲塔內竄出。兩分鐘後，河內號的艦身開始向右側傾斜，並於15:55翻覆，半邊艦體已完全沉入水中；此時距離爆炸發生僅僅經過了四分鐘。爆炸發生時，河內號上約有1033名官兵，此次意外造成其中600人身亡，433人生還。
大日本帝國海軍在爆炸事件後組成了調查委員會，並由海軍中將村上格一出任委員長，試圖釐清爆炸的原委與始末。委員會最初認為爆炸事件是有人蓄意縱火所致，但卻始終無法查出疑犯。經過後續調查，委員會認定爆炸是因河內號戰艦彈藥庫內的線狀無煙火藥過於老舊，進而引燃了其他彈藥，並造成殉爆。然而，1918年1月至2月間的彈藥庫例行檢修並未發現任何問題，因此線狀無煙火藥自燃的說法並無憑據。即便如此，調查委員會仍建議海軍以更嚴謹的工法製造線狀無煙火藥，以免類似事件再次發生，而海軍亦採納了該意見。日本海軍曾考慮將河內號打撈上岸，但最終認為打撈作業所費不貲，而且可能延遲新型戰鬥巡洋艦的生產時程，因而作罷。河內號戰艦於1918年9月21日正式自大日本帝國海軍的戰鬥序列中除名，其部分殘骸後來進行拆解，但大部分的船體仍然留置在原處，作為人工魚礁。

## 歷任艦長
※資料根據『日本海軍史』第9卷與第10卷「將官履歷」與『官報』而來。
- 土山哲三 大佐：1911年11月1日 - 1912年12月1日 ＊兼横須賀海軍工廠艤装員（- 1912年4月1日）
- 中島市太郎 大佐：1912年12月1日 - 1913年12月1日
- 町田駒次郎 大佐：1913年12月1日 - 1915年12月13日
- 小山田仲之丞 大佐：1915年12月13日 - 1917年12月1日
- 正木義太（日语：正木義太） 大佐：1917年12月1日 - 1918年9月21日

## 外部連結
- Materials of the Imperial Japanese Navy[永久]
- New York Times 17 July 1918 （页面存档备份，存于）